# Rifain
 (juillet 2017).
Si vous disposez d'ouvrages ou d'articles de référence ou si vous connaissez des sites web de qualité traitant du thème abordé ici, merci de compléter l'article en donnant les références utiles à sa vérifiabilité et en les liant à la section « Notes et références ».
Le rifain (appelé tmazight ou tarifecht par ses locuteurs, tarifit par les autres berbèrophones, rifiya en darija) est une langue afro-asiatique de la famille des langues berbères, principalement parlée par les Rifains, un groupe ethnique du nord-est du Maroc, ainsi que par plusieurs groupes ethniques voisins comme en Algérie autour de la ville de Bethouia.
Le rifain est parlé par environ 3 millions de personnes dans le monde. C'est l'une des langues berbères les plus parlées en Afrique du Nord, avec le kabyle, le tachelhit, le chaoui et le tamazight du Moyen-Atlas.

## Classification
Le rifain est une variante de la branche zénète du berbère, une langue afro-asiatique.
Le rifain comporte de nombreuses et importantes particularités de prononciation, comme la spirantisation des consonnes occlusives, la présence de voyelles longues et des évolutions phonétiques propres, qui ne sont cependant pas généralisées sur l'ensemble des aires dialectales.

## Variation et aires de locution

### Variation et aires de locution originelles

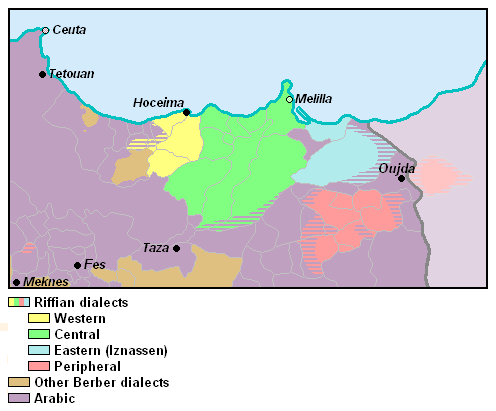
Répartition géographique des dialectes du rifain et des parlers apparentés

Du fait du découpage administratif du Rif, la langue rifaine se trouve présente dans plus de trois régions administratives marocaines :
- L'Oriental : provinces de Nador, Berkane, Driouch et moitiés nord des provinces de Guercif et Taourirt
- Tanger-Tetouan-Al Hoceima : province d'Al Hoceïma
- Fes-Meknes : moitié nord de la province de Taza et une partie de l'est de la province de Taounate

Le rifain est divisé en trois groupes dialectaux, dont l'intercompréhension entre locuteurs est parfaite :
- le rifain occidental, chez les Aït Ouriaghel, Bakkouya, Ait Ammart, Aït Itteft et Aït Boufrah
- le rifain central, chez les Temsamane, Aït Touzine, Gueznaya, Aït Saïd, Aït Oulichek, Qelaya, Aït Tafersit, Metalsa et Aït Bouyahyi
- le rifain oriental, chez les Kebdana et Aït Iznassen

Les parlers berbères d'une multitude de groupes ethniques voisins sont apparentés au rifain, tel celui parlé par sept tribus berbères établies au sud-ouest d'Oujda et celui des Beni Snous et des Beni Boussaïd établis à l'ouest de Tlemcen, en Algérie.

### La langue rifaine dans la diaspora
Le rifain et les différents parlers s'y rattachant sont également parlés parmi la diaspora rifaine issue de plusieurs phases d'immigration, pré-coloniale jusqu'au milieu du XXe siècle tel qu'à Arzew en Algérie et dans le massif du Zerhoun au Maroc, ainsi que depuis le XXe siècle en Europe et à Melilla.
Les données sur la situation des parlers rifains à Arzew et dans le Zerhoun sont inexistantes ; la langue rifaine est néanmoins signalée comme en voie d'extinction, voire éteinte, dans ces deux espaces.
En Europe, les Rifains forment la majorité des communautés marocaines en Belgique et aux Pays-Bas. Cependant, les Rifains vivant en Europe ne sont pas tous berbérophones et la diaspora connait un manque de transmission de la langues aux jeunes générations. On peut dès lors difficilement connaitre le nombre exact de locuteurs.[réf. nécessaire]

## Différences dialectales
La langue rifaine est une des langues berbères ayant subi le plus d’évolutions phonétiques. Toutes les évolutions phonétiques ne sont cependant pas communes aux différentes tribus rifaines et il existe une multitude de « sous-dialectes » au sein du Rifain.
- Le rifain possède à côté des voyelles a, u, i, un système de voyelle longue particulier. Ces voyelles longues proviennent de la vocalisation du /r/ après voyelle. Ainsi Amghar s'entendra Amghaa:. Cette évolution phonétique n'est cependant pas généralisée et on retrouve ce type de vocalisation surtout dans les tribus centrales et chez les Ayt Ouriagher (tribu occidentale).

- La majorité des parlers rifains réalisent très souvent le /l/ berbère en [r] alors que le /ll/ tendu (ou redoublé) berbère est très souvent réalisé en affriquée [g] (« dj »). Melmi deviendra Mermi, Azellif deviendra Azedjif. Seul le parler oriental semble ne pas avoir assimilé cette évolution phonétique.

- La suite de consonnes /lt/ évoluera souvent vers l'affriquée [c] (« tch ») Taghyult devient taghyutch, sauf en rifain oriental.

- À l'instar d'autres dialectes, la spirantisation des consonnes occlusives berbères est présente, cependant elle varie fortement selon les tribus : /k/ > [y] ou [š] (ch) : tfukt > tfuyt ou tfušt « soleil » --- /g/ > [y] ou [ž] (j) : yugur > yuyur ou yujur « il est parti » ; agem > ayem « puiser ».

| Français               | Rifain occidental                                                            | Rifain central        | Rifain oriental       |
| ---------------------- | ---------------------------------------------------------------------------- | --------------------- | --------------------- |
| Soleil                 | Tfuyt                                                                        | Tfucht                | Tfucht                |
| Garçon                 | Aharmouch / Ahenjar                                                          | Ahenjar               | Ahenjir               |
| Tête                   | Azedjif                                                                      | Azedjif               | Azellif               |
| Sœur                   | Wetchma                                                                      | Wetchma               | Weltma                |
| Partir                 | Ugur                                                                         | Uyur                  | Uyur                  |
| Il a                   | Ghas                                                                         | Ghares                | Ghras                 |
| Homme                  | Argaz                                                                        | Aryaz                 | Aryaz                 |
| Colombe                | Athbir                                                                       | Athbir                | Athbir                |
| Anesse                 | Taghyutch                                                                    | Taghyutch             | Taghyult              |
| Comment ?              | Mamek / Mukh                                                                 | Mametch / Match       | Mamech                |
| Argent                 | Tinɛachin                                                                    | Tinɛachin             | Tinachin              |
| Descendants/Enfants    | Ayth                                                                         | Ayth                  | Ayth                  |
| Blanc                  | Achemrar                                                                     | Achemrar              | Achemlal              |
| Mon/ma, ton/ta, son/sa | Inu (abb. "-iw"), inek (abb.: "-ik") / inem (abb.: "-im"), ines (abb. "-is") | Inu, nnech/nnem, nnes | Inu, nnech/nnem, nnes |

## Intercompréhension avec les autres parlers berbères
En termes d'intercompréhension avec le reste des parlers berbères, le rifain est particulièrement proche des autres parlers zenètes du nord du Maroc, du Moyen Atlas oriental et de l'Algérie voisine (tel le chenoui et le chaoui).
La région du Rif abrite également deux autres dialectes berbères : celui des Ghomaras à l'est de Tétouan, difficilement compréhensible pour le rifain et celui des Sanhadja de Srayr, au sud-ouest d'Al Hoceïma plus intelligible des locuteurs du rifain, mais avec des différences notables. Contrairement au rifain, ces deux parlers n'appartiennent pas au groupe zénète mais au groupe des parlers de l'Atlas.